# Rabī'a
Los Rabi'a (en árabe: ربيعة‎) son una de las dos principales ramas de tribus árabes adnanitas, siendo la otra Muḍar. El nombre proviene de su primer patriarca, Rabīʿa ibn Nizar.

## Ramas
De acuerdo con la tradición genealógica árabe clásica, las ramas más importantes de Rabīʿa son:
- Abd al-Qays[3]
- Anazzah
- Bakr ibn Wa'il, cuyas subtribus son:
  - Banu Hanifa
  - Banu Shayban
  - Banu Qays ibn Za'labah
  - Banu Yashkur
- Taglib ibn Wa'il
- al-Nammir ibn Qasit[4]

## Ubicación
Al igual que el resto de los árabes adnanitas, la leyenda cuenta que las tierras de origen originales de los Rabīʿa estaban en la región de Tihamah, en el oeste de Arabia, desde donde los Rabīʿa emigraron hacia el norte y el este.  Abd al-Qays fue uno de los habitantes de la región de Arabia Oriental (antigua Al-Bahrain), incluidas las islas modernas de Baréin, y en su mayoría eran sedentarios.
Las tierras de Bakr se extendían desde al-Yamama (la región alrededor de la actual Riad) hasta el noroeste de Mesopotamia. La mayoría de la tribu era beduina, pero una subtribu sedentaria poderosa y autónoma de Bakr también residía en al-Yamama, los Bani Hanifa.
Los Taglib residían en las orillas orientales del Éufrates, y se dice que al-Nammir fueron sus clientes. Los Anz habitaba el sur de Arabia, y se dice que fue diezmada por la peste en el siglo XIII, aunque se dice que una tribu llamada Rabīʿa en la actual 'Asir son sus descendiente.
Los Anazzah se dividieron en una sección sedentaria en el sur de Yamama y una sección beduina más al norte.
Abd al-Qays, Taghlib, al-Nammir y algunas secciones de Bakr eran en su mayoría cristianos antes del Islam, y Taghlib siguió siendo una tribu cristiana durante algún tiempo después. Se dice que Anazzah y Bakr adoraron a un ídolo llamado al-Sa'eer.

### Rabīʿa en Egipto y Sudán
Durante la era abasí, muchos miembros de Bani Hanifa y miembros de tribus afines de Bakr ibn Wa'il emigraron de al-Yamama al sur de Egipto, donde dominaron las minas de oro de Wadi Allaqi, cerca de Asuán. Mientras estaban en Egipto, los miembros de la tribu se llamaban Rabi'ah y se casaron con tribus indígenas de la zona, como los pueblos bejas. Entre sus descendientes se encuentran la tribu de Banu Kanz (también conocida como los Kunuz), que toman su nombre de Kanz al-Dawlah de Bani Hanifa, el líder de Rabi'ah en Egipto durante la era fatimí.

## Familias reales con origen en la tribu Rabi'ah
- Al Ghardaqa, gobernantes del pasado reino Uyunid de la dinastía Uyunid de Bani Abd al-Qays de Wa'il de Rabīʿa ibn Nizar ibn Ma'ad ibn Adnan.
- Al Nahyan, gobernantes de Abu Dhabi de la Casa de Al Falahi de Bani Yas, Bani Abd al-Qays de Wa'il de ibn Rabīʿa ibn Nizar ibn Ma'ad ibn Adnan.
- Al Maktoum, gobernantes de Dubái de la Casa de Al Falasi de Bani Yas Bani Abd al-Qays de Wa'il de Rabīʿa ibn Nizar ibn Ma'ad ibn Adnan.